# Septembre 1779

## Événements

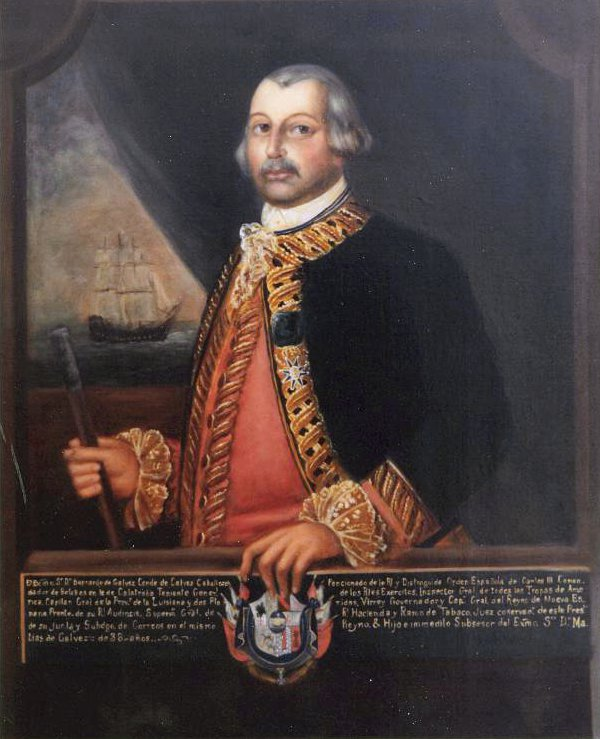
Bernardo de Galvez défait les troupes coloniales britanniques à Manchac, Bâton-Rouge et Natchez en 1779. La bataille de Bâton-Rouge, le 21 septembre 1779, libère la basse vallée du Mississippi et atténue les menaces sur La Nouvelle-Orléans

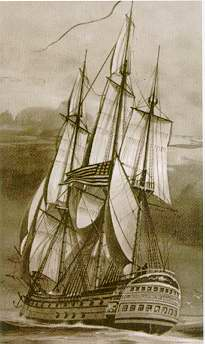
USS Bonhomme Richard

- 7 septembre : prise de Fort Bute par les Espagnols[1].

- 16 septembre - 19 octobre : échec du siège de Savannah par les franco-américains[2].

- 20 - 21 septembre : victoire espagnole à la bataille de Bâton-Rouge[1].

- 23 septembre : bataille de Flamborough Head ; le bateau américain USS Bonhomme Richard, commandé par John Paul Jones, engage le bateau britannique Serapis. Le Bonhomme Richard coule, mais les Américains abordent le Serapis, et sont victorieux.

- 28 septembre : Samuel Huntington est élu Président du Congrès continental.